# Juan Roldán
Pour les articles homonymes, voir Roldán.
Juan Domingo Roldán, né le 6 mars 1957 à Freyre, dans la province de Córdoba (Argentine), et mort le 18 novembre 2020, est un boxeur argentin. Il était surnommé le Marteau (en espagnol Martillo) en raison de la puissance de ses coups. Roldán était très célèbre dans toute l'Amérique latine dans les années 1980, de nombreux articles sur lui ayant été publiés dans le magazine Ring En Español.

## Carrière de boxeur

### Débuts professionnels
Juan Domingo Roldán naît le 6 mars 1957 à Freyre, dans la province de Córdoba, en Argentine. Il fait ses débuts professionnels le 8 décembre 1978 à San Francisco, en Argentine, contre Jorge Servin, gagnant par KO au premier tour. Ses quatre premières victoires sont toutes obtenues par KO au premier tour.
Le 11 mai 1979, il fait pour la première fois un combat entier lorsque son rival Hugo Obregon atteint la limite des dix rounds. Roldán gagne le combat aux points. Le 21 septembre 1979, Juan Carlos Borgado devient le premier boxeur à vaincre Roldán en remportant une décision en dix rounds. Sur ses dix-huit combats suivants, il en remporte dix-sept et fait match nul une fois. Ensuite, il défie Jacinto Fernandez le 13 mars 1981 pour le titre argentin des poids moyens, titre qu'il remporte aux points à l'issue des douze rounds. Lors de son combat suivant, il bat José María Flores Burlón, un boxeur qui défiera plus tard Carlos De León pour le titre mondial des poids lourds-légers. Roldán remporte six autres combats et fait un match nul avant de défier le frère de José Maria, Carlos Flores Burlón, pour le titre sud-américain des poids moyens, le 12 février 1982. Il remporte le titre avec un KO au deuxième round.
Avant la fin 1982, il conserve son titre argentin des poids moyens avec un KO au premier tour contre Marcos Perez mais perd sur une disqualification au troisième round contre Ricardo Arce. Dans un match revanche immédiat, Roldán met son titre argentin en jeu et, cette fois, il prend sa revanche sur Arce avec une victoire par KO au deuxième round. Après cinq autres victoires consécutives, il combat Juan Carlos Peralta, le combat se soldant par un résultat sans décision en trois rounds.

### Combat contre Marvin Hagler
Le 27 mai 1983, Roldán fait ses débuts internationaux, avec une décision en 10 rounds contre Teddy Mann à Rhode Island, aux États-Unis. Après avoir conservé son titre argentin deux fois de plus, il est confronté le 10 novembre 1983 à l'un des meilleurs poids moyens de l'époque, Frank Fletcher, dit « The Animal », en sous-carte du combat entre Marvin Hagler et Roberto Durán pour le titre mondial à Las Vegas. Roldán met à terre Fletcher à deux reprises et remporte le combat par KO au sixième round.
Après cette victoire, il est classé numéro 1 par les principales organisations de boxe, et de nombreux fans commencent à spéculer sur ce qui se passerait si lui et Hagler se rencontraient. Les contrats pour le combat sont signés et le combat a finalement lieu le 30 mars 1984. Quelques secondes après le début du match, alors que Hagler se penche pour esquiver un coup de poing de Roldán, celui-ci le frappe à l'arrière de la tête et Hagler tombe au sol. L'arbitre Tony Perez juge officiellement qu'il s'agit d'un knockdown, faisant de Roldán le premier homme à mettre à terre Hagler. C'est cependant un knockdown controversé. Nombreux sont ceux ayant  affirmé que le knockdown était en fait une esquive et non un knockdown. Les rediffusions à la télévision montrent clairement que c'est une esquive d'Hagler qui se relève et finit par battre Roldán par un KO technique au dixième rounds. Le boxeur argentin annonce sa retraite de la boxe en octobre de la même année. Roldán reste le seul à avoir officiellement fait un knockdown contre Hagler.

### Retour, combat contre Thomas Hearns et fin de carrière
En 1986, il reconsidère sa décision et fait son retour. Il remporte douze combats d'affilée, dont un contre James Kinchen, avant de se battre à nouveau pour un titre mondial. Le 29 octobre 1987, à Las Vegas, Thomas Hearns devient le premier boxeur à remporter des titres mondiaux dans quatre divisions différentes lorsqu'il bat Roldán en quatre rounds par KO, mais pas avant que Roldán ait mis Hearns en difficulté dans les troisième et quatrième rounds.
Le 16 septembre 1988, Roldán bat l'ancien champion du monde des poids moyens Hugo Corro par un KO au premier tour à Mar del Plata, s'assurant un troisième combat pour un titre mondial, contre Michael Nunn, le 4 novembre de la même année. Roldán perd ce qui s'avère être son dernier combat, par KO au huitième round. Il prend sa retraite avec, sur 75 combats, un record de 67 victoires, 5 défaites, 2 nuls et un sans décision, dont 47 victoires par KO.

## Décès
Roldán est hospitalisé le 12 novembre 2020 en soins intensifs à Córdoba pour une pneumonie, alors qu’il souffrait déjà d’autres maladies. Il meurt le 18 novembre suivant du COVID-19 à l'âge de 63 ans,.